# BSG Robotron Optima Erfurt
Die BSG Robotron Optima Erfurt (ursprünglich BSG Motor Optima Erfurt bzw. BSG Olympia Erfurt) war in der DDR eine Betriebssportgemeinschaft aus Erfurt, die zahlreiche Sportarten betrieb.

## Geschichte
Nach dem Zweiten Weltkrieg wurde der Sportbetrieb in der SBZ bzw. in der DDR zunächst von kommunalen Sportgemeinschaften (SG) getragen. Ab etwa 1949 wurden die meisten Sportgemeinschaften sogenannten Trägerbetrieben zugeordnet und in Betriebssportgemeinschaften (BSG) überführt.
In Erfurt entstand die BSG Olympia Erfurt als Betriebssportgemeinschaft der Olympia Büromaschinen Werke, die nach 1945 zunächst eine Sowjetische Aktiengesellschaft (SAG) bildeten und aus denen 1950 der VEB Olympia Büromaschinenwerk Erfurt wurde. 
Nach einem Rechtsstreit mit den Olympia-Werken in Wilhelmshaven wurde der Betrieb ca. 1951 in VEB Optima Büromaschinenwerk umbenannt. Seine Betriebssportgemeinschaft hieß seitdem BSG Motor Optima Erfurt. Nachdem der VEB 1978 Teil des Kombinates Robotron wurde und dementsprechend in VEB Robotron Optima Büromaschinenwerk Erfurt umbenannt wurde, trug die BSG den Namen BSG Robotron Optima Erfurt. Die BSG wurde 1990 aufgelöst.

## Sportarten

### Fußball
Die Fußballer der BSG Olympia Erfurt stiegen 1949 in die Landesklasse Thüringen auf, belegten nach der Spielzeit 1949/50 aber nur den dreizehnten und letzten Platz in der Landesklassen-Staffel 1 und stiegen damit in die damalige Bezirksklasse ab. 1961 gelang der BSG Motor Optima Erfurt der Aufstieg in die Bezirksliga Erfurt, aus der sie allerdings sofort wieder absteigen musste.
Aus dem Zusammenschluss der Fußballabteilungen der BSG Motor Optima Erfurt und des SC Turbine Erfurt entstand 1966 der FC Rot-Weiß Erfurt.

### Kegeln
Die Keglerdamen der BSG Motor Optima Erfurt wurden 1972 DDR-Vizemeister.

### Eishockey
Die Eishockey-Mannschaft der BSG nahm in den 1970er Jahren an der sogenannten DDR-Bestenermittlung im Eishockey teil und wurde 1973 deren Sieger.

## Persönlichkeiten
- Lothar Zinn (1938–1980), DDR-Schachmeister und Internationaler Meister
- Lutz Sinke (* 1950), Handballspieler
- Gerhard Rüger (* 1938), Bahnrad-Schrittmacher